# Стівен Ламберт (хокеїст на траві)
Стівен Ламберт (англ. Stephen Lambert, 21 грудня 1979) — австралійський хокеїст на траві.
Бронзовий призер Олімпійських Ігор 2008 року.
Переможець Ігор Співдружності 2002, 2006 років.
Срібний призер Чемпіонату світу 2006 року.
Переможець Трофею чемпіонів 2005, 2008 років, срібний призер 2003, 2007 років.